# Spilomyia sayi
Spilomyia sayi är en tvåvingeart som först beskrevs av Goot 1964.  Spilomyia sayi ingår i släktet trädblomflugor, och familjen blomflugor. Inga underarter finns listade i Catalogue of Life.